# Stade Louis-Villemer
Le stade Louis-Villemer est le stade principal de Saint-Lô (Manche). Le FC Saint-Lô, le club de la ville, y réside.
Il s'agit d'un stade municipal dont la capacité actuelle est de 5 000 places. Il est consacré au football. Il est situé sur le terrains des Ronchettes, non loin du parc des expositions.

## Histoire
Il a été construit en 2001 et inauguré en 2002 lors d'un match de CFA 1 qui oppose le FC Saint-Lô Manche à l'Entente Sannois Saint-Gratien pour remplacer l'ancien stade de la Falaise qui était situé à Agneaux et qui ne contenait que 3 500 places.
Il accueillit, pour le compte d'un 32e de finale de Coupe de France en 2006, un match contre un club de Ligue 1 Ajaccio (0-2). Il a aussi accueilli, en novembre 2006, des matchs concernant la coupe UEFA des régions. Il a aussi accueilli en mai 2009 plusieurs match du Tour Elite dont deux des trois matchs de l'Équipe de France de football des moins de 19 ans.

## Galerie

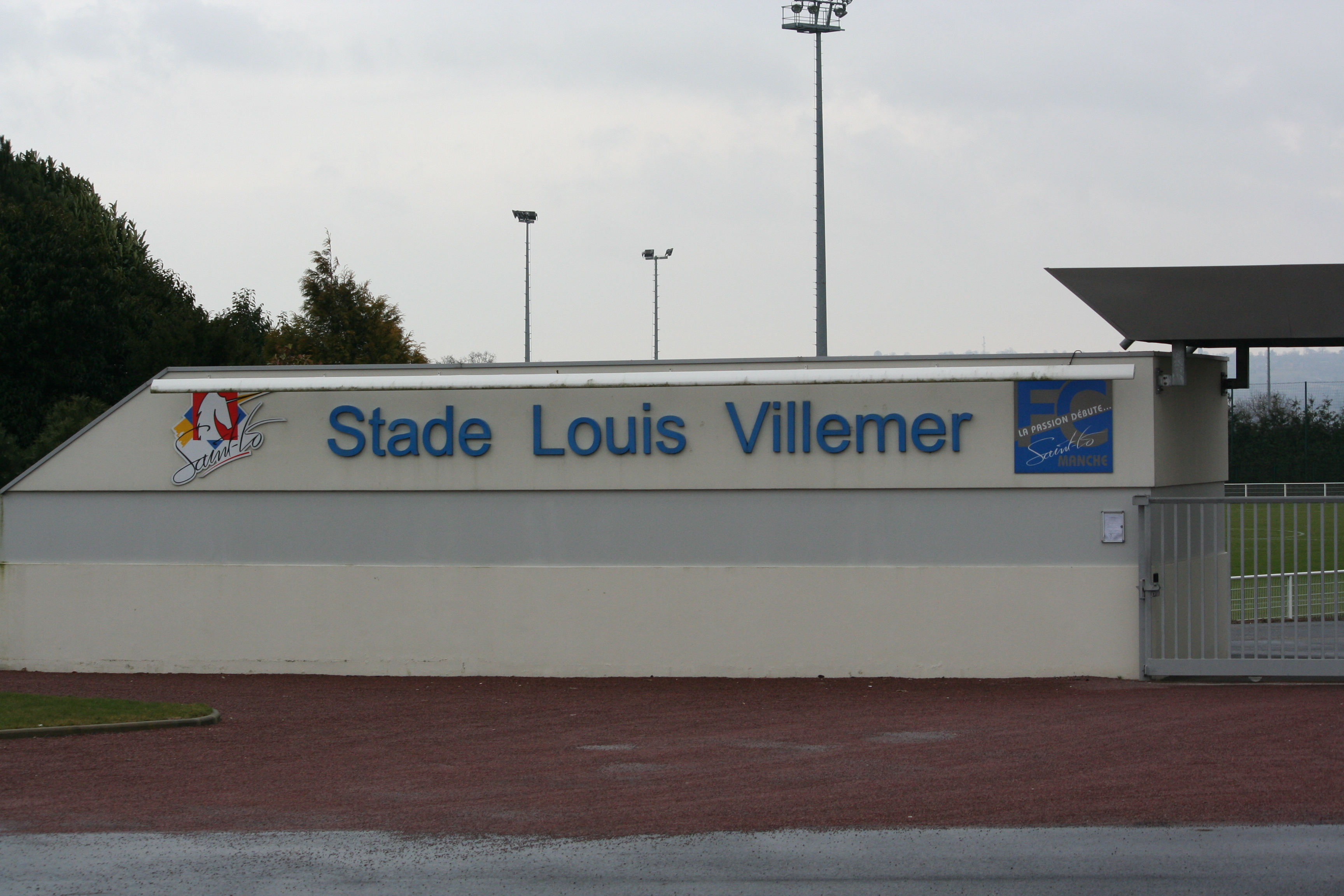
Entrée du stade
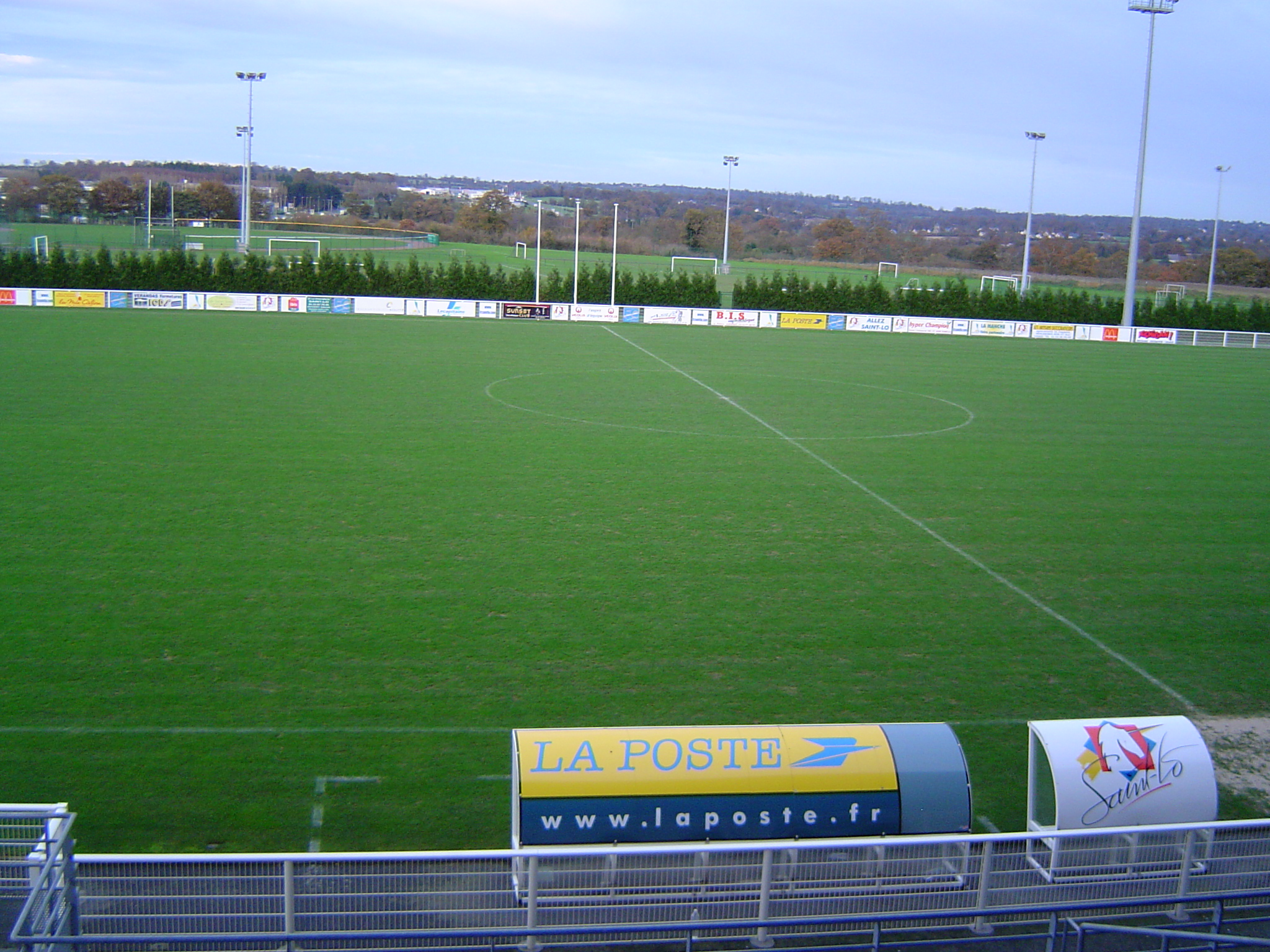
pelouse du stade
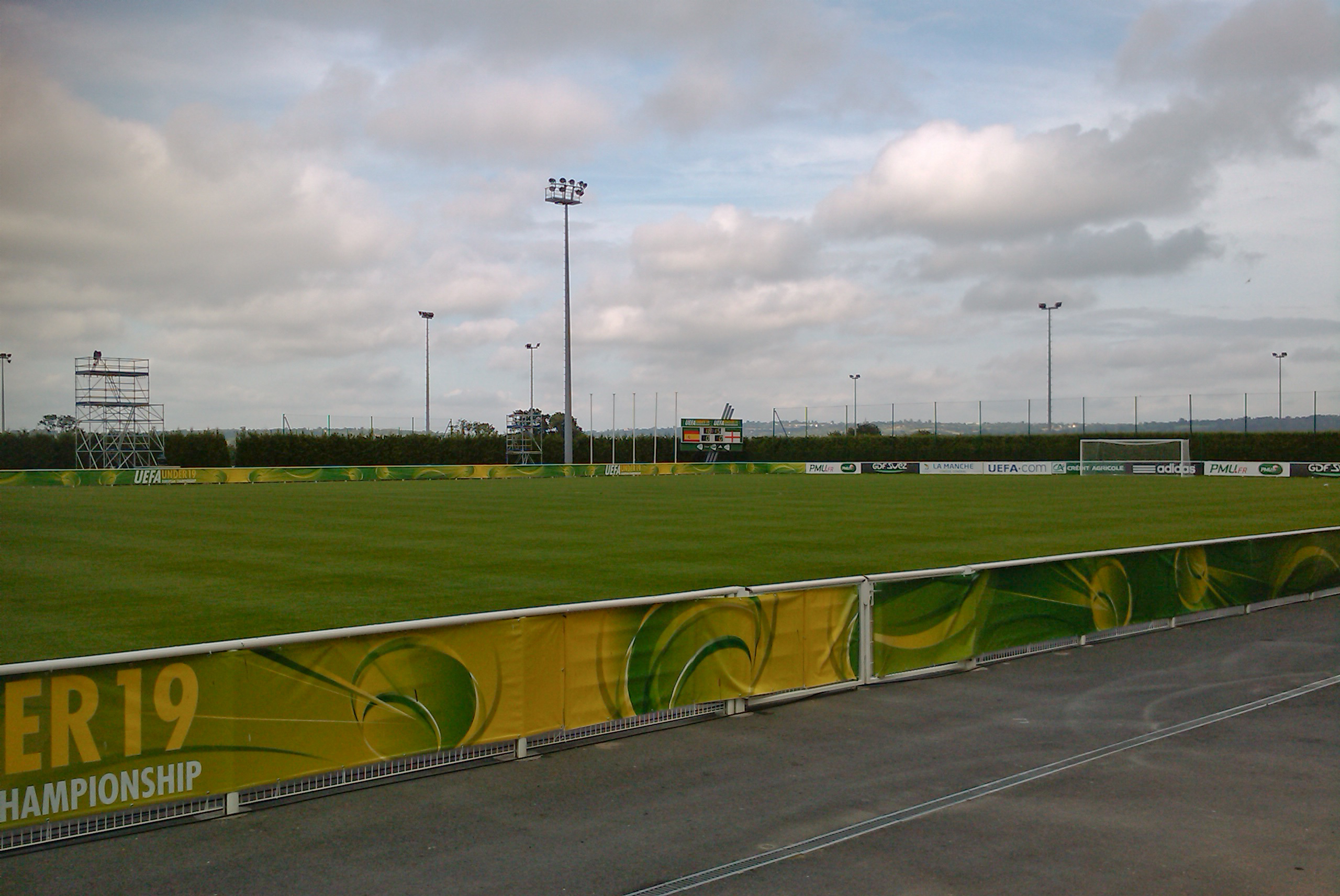
Stade avant la demi-finale Espagne-Angleterre de Euro U-19 de 2010
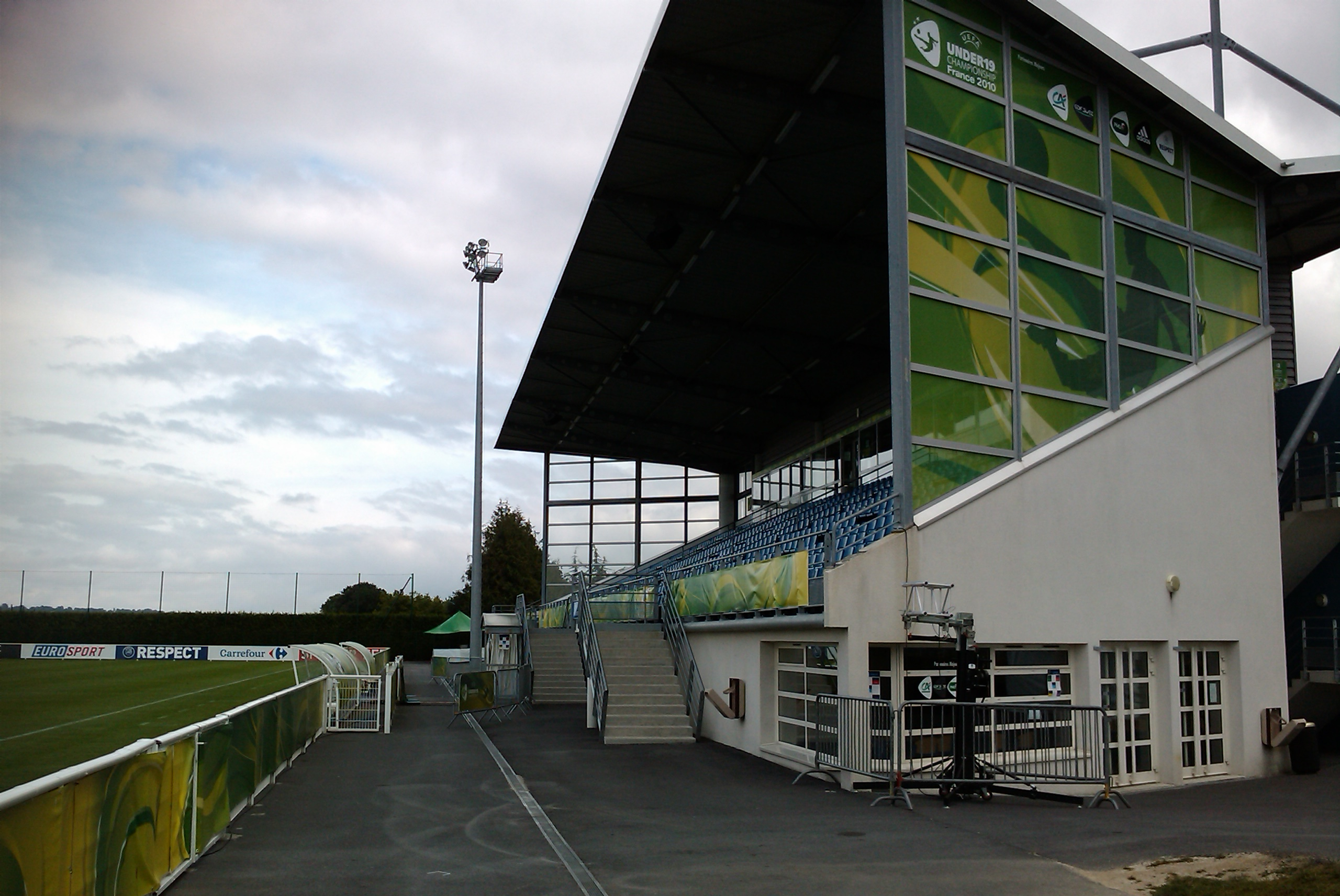
tribune aux couleurs  de l'euro U-19 de 2010